# Nartutu (Ort)
Nartutu ist ein osttimoresischer Ort in der Gemeinde Liquiçá. Er ist praktisch eine Verlängerung der Gemeindehauptstadt Liquiçá nach Süden, entlang des Ostufers des Gularkoo. Oberhalb der Siedlung befindet sich eine Fernsehsendeanlage. Das Zentrum der Aldeia Nartutu (Suco Maumeta, Verwaltungsamt Bazartete) liegt am äußersten Südende der Besiedlung.